# Idaea mutilata
Idaea mutilata là một loài bướm đêm trong họ Geometridae.